# Спортивний купальник

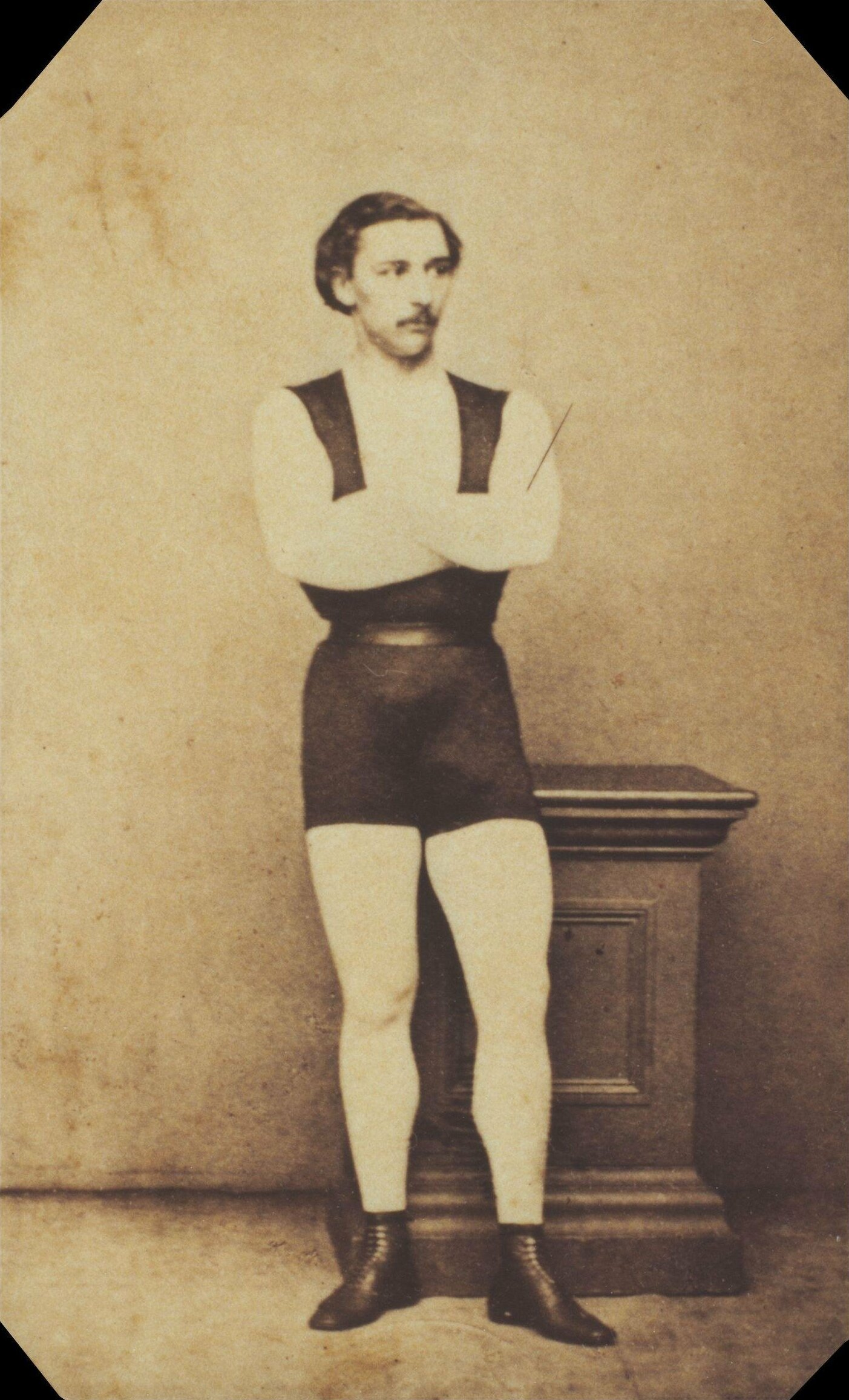
Жуль Леотар в костюмі

Спортивний купальник — різновид спортивного одягу, який обтягує корпус і залишає ноги відкритими. Використовується як повсякденний одяг для тренувань та репетицій, так і для виступів на сцені та на змаганнях.

## Опис
На відміну від пляжного одягу, спортивний купальник забезпечує максимальну фіксацію грудей і майже повністю закриває сідниці. Він широко використовується в хореографії, гімнастиці, акробатиці, аеробіці, стрибках на батуті і фігурному катанні. За перевищення норми оголеного тіла, як і за появу країв спідньої білизни з-під купальника, спортсменки штрафуються вирахуванням балів із заробленої суми.

## Історія
У другій половині XIX ст. французький повітряний гімнаст Жуль Леотар запатентував чоловічий костюм для циркових артистів — майо. Трикотажна модель добре підтримувала форму і не сковувала рухів. Такий костюм закривав весь тулуб та частково або повністю руки, залишаючи ноги відкритими.
На початку XX ст. костюм Леотара став прообразом спортивного купальника, модифікації якого використовуються у багатьох видах спорту.

### Балетний купальник
Заняття балетом передбачають обов'язкове носіння спеціальної хореографічної форми. Це може бути костюм на тонких бретельках, купальник-майка, класичний купальник для балету і хореографії з довгим або коротким рукавом, доповнені окремою спідницею з біфлексу чи шифону або ж комбінований купальник зі спідницею. Для чоловіків це можуть бути футболка або майка з шортами або хореографічний комбінезон.

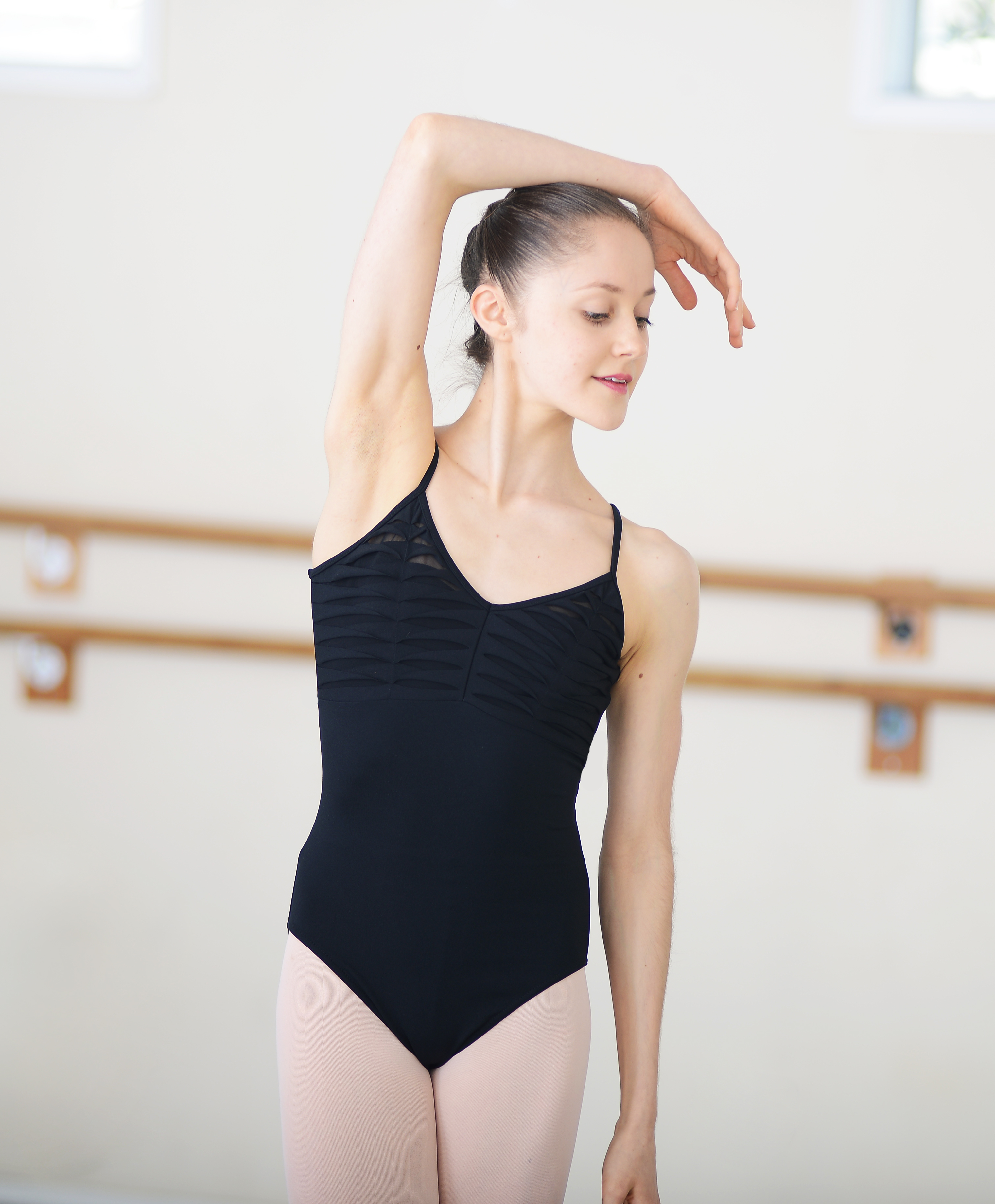
Жінка практикує в балетному костюмі

Балетна уніформа ділиться на три складових: одяг для тренувань, елементи одягу та аксесуари для розігріву м'язів під час тренувань, костюми для виступів. Одяг для тренувань повинен бути облягаючим, не стискати рухів і обов'язково однотонним, аби не відволікати хореографа і партнера під час занять. Чоловічий балетний костюм складається з обтягуючого трико, під який надягають данс-белт, захищаючи танцюриста від незграбних рухів партнерки і «вирівнюючи» виступаючу частину тіла. Балерини ж віддають перевагу купальникам (боді з довгими або короткими рукавами) і колготкам або лосинам. Для репетицій безпосередньо концертного номеру жінки обов'язково надягають спеціальні пачки або багатошарові спідниці. У тренувальному залі танцівники часто надягають гетри або в'язані рукави, аби уникнути розтягнення зв'язок і м'язів перед виконанням складних елементів.
Початківці займаються в шкіряних або атласних балетках. Після ретельної підготовки балерина встає на пуанти — особливий вид взуття, який закріплюється на нозі з допомогою стрічок, а носок має жорстку колодку. В деяких партіях балерини можуть взувати спеціальні танцювальні туфлі на невеликих підборах або м'які короткі чоботи.
Балетні костюми для виступів можуть бути найрізноманітнішими, це залежить від сюжету вистави і від розподілу танцювальних партій. Верхня частина костюму балерини може бути як розшитим корсетом, так і простим купальником на бретельках або з довгими рукавами. Залежно від тематики вистави костюми доповнюються різними особливостями та аксесуарами. Іноді балерини використовують спеціальні наряди тілесного кольору і виступають з голою спиною або оголеними ногами.
Ще одним різновидом балетного костюму є хітон — одношарова, найчастіше шифонова, спідниця або сукня. Чоловічі партії виконуються в трико, лосинах, колеті — верхній частині чоловічого балетного костюму. Балетмейстер танцює в спеціальних чоловічих лосинах і балетках.

### Гімнастичний купальник

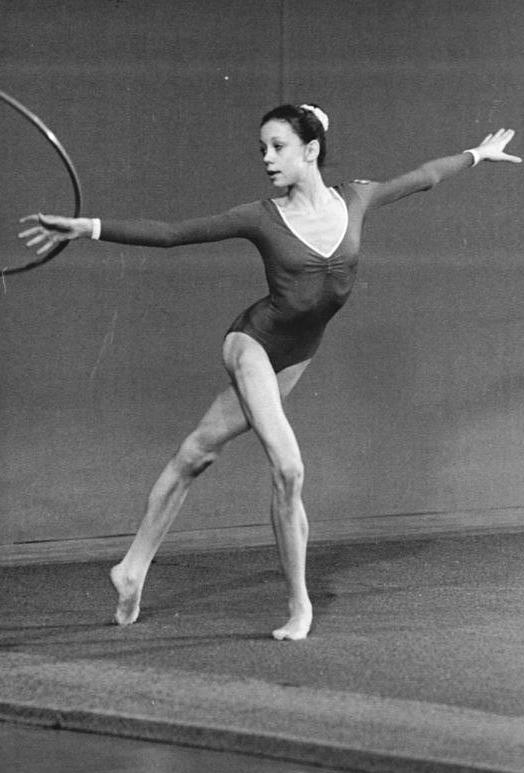
Гімнастичний костюм початку 80-х

На самому початку свого еволюційного шляху художня гімнастика ще не мала своєї моди. Гімнастки 1960-х років виступали спочатку в однотонних трико (переважно темних кольорів), потім їх стали прикрашати своїми гербами. Купальники того часу виготовлялися зі звичайної бавовни і погано «тримали» форму тіла.
Правила змагань тих років не дозволяли спортсменкам виступати на арені в блискучих нарядах. Пізніше були дозволені двоколірні трико, але великі і яскраві принти на ньому не віталися (за порушення в формі одягу гімнастці знижувалась оцінка за вправу). До кінця 70-х – початку 80-х років купальники стали робити виключно з еластичних матеріалів — лайкри і оксамиту, вибір кольорів і фасонів також став варіативним. З'явилися купальники з комірцями-стійками, трикутними вирізами, кольоровими вставками та ін., але найоригінальніший був у Далі Куткайте — блакитний, з асиметричним коміром в східному стилі і гербом на грудях. Ще одна модниця — Галина Бєлоглазова, яка вдягала посипані квітами купальники стриманих відтінків.
Тепер в тон купальнику підбираються не лише стрічка, але й обруч, м'яч, скакалка і навіть булави. В той же час у художній гімнастиці стався різкий стрибок складності вправ, пов'язаний насамперед з появою на світовій арені молодого покоління болгарських «художниць». Надмірно стрункі гімнастки відрізнялися від своїх попередниць, власниць більш жіночних форм. Відтоді вага гімнастки не повинна перевищувати 50 кг.

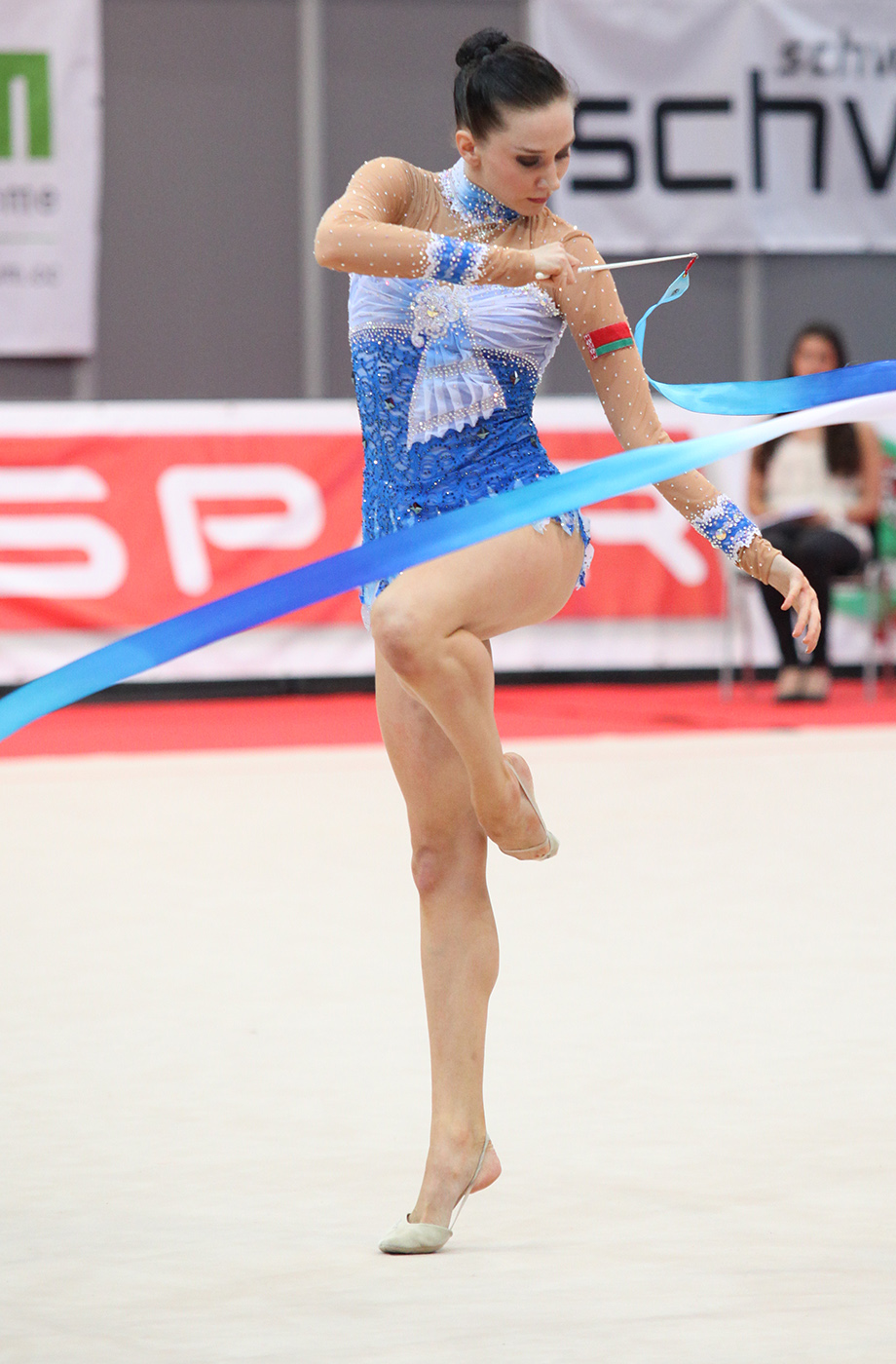
Гімнастка зі стрічкою

У 90-ті роки купальник для виступів стає все більш декоративним, його прикрашають аплікацією і принтами. У 1993 році з метою популяризації художньої гімнастики в мусульманських країнах гімнасткам було дозволено виступати в комбінезонах. Новинка припала до душі багатьом спортсменкам: до Олімпіади в Атланті виступ в комбінезоні став звичайним явищем. З 2000 року гімнасткам дозволили виступати в коротких спідницях і сукнях.
На початку XXI ст. правила в художній гімнастиці змінилися настільки, що журналісти назвали їх «переворотом з ніг на голову». Більшість дизайнерів форми, до кінця не розібравшись з правилами, зшили костюми з асиметричними спідницями або складеними з клаптів, що було заборонено. Напередодні Чемпіонату світу в Мадриді багатьом спортсменкам довелося в терміновому порядку переробляти спідниці, введені російською тренеркою Іриною Вінер. Пізніше Олімпійський комітет ухвалив рішення все-таки дати свій дозвіл на бахрому та інші елементи декору.
Гімнастичний купальник з широкими бретельками повинен бути зшитий з непрозорої тканини, з коректним вирізом на спині та в зоні декольте. Також спортсменки можуть виступати в трико довжиною до щиколоток або купальниках, які відкривають ноги від пахової складки і нижче. На відміну від спортивної гімнастики, в купальниках для художньої допустиме використання спідниць. Вони також повинні щільно прилягати до стегон і не закривати нічого нижче сідниць, але можуть бути будь-якого фасону. Крім цього гімнасткам художнього спрямування дозволяється виступати в колготках, а також не взувати чешки, залишаючись босоніж. Гімнастичний купальник повинен щільно прилягати до тіла, дозволяючи суддям побачити правильність виконання кожного елементу.

### Фігурний костюм
За свою довгу історію фігурне катання пройшло величезний шлях від неспішного накреслення різних фігур на льоду в довгих сукнях і суворих костюмах до четвірних стрибків у спідницях, що ледве прикривають сідниці, і обтягуючому трико. Причому еволюція зовнішнього вигляду фігуристів відбулась швидше, ніж зміни в правилах.
Перші змагання з фігурного катання відбулися у Відні у 1882 році. Фігуристи того часу носили вовняні піджаки і брюки, білі сорочки зі стоячим коміром, капелюхи-казанки або кепі. Жінки віддавали перевагу довгим спідницям, теплим вовняним жакетам і хутряним манто, а на голові неодмінно височів крислатий капелюх. Піджаки розшивалися яскравими нитками, а комір і рукави оторочувались хутром. Якщо виступала пара, то чоловічий та жіночий костюм практично не відрізнялися.
Одним із перших, хто задумався над важливістю зовнішнього вигляду спортсмена, став великий шведський фігурист Ульріх Сальхов, який під час чемпіонату світу 1903 року в Санкт-Петербурзі з'явився на льоду в обтягуючому білому трико і легкій куртці. Складалося враження, що швед буквально ширяє над льодом. Вражений цим рішенням Сальхова російський фігурист Микола Панін-Коломенкін змінив широкі шаровари, панчохи і піджак на рейтузи і куртку з тасьмами на грудях, як у російських стрільців. Панін був одним із перших, хто вніс у костюм національний колорит.
Жінкам революцію довелося чекати куди довше. Перша олімпійська чемпіонка серед жінок Медж Саєрс та всі її конкурентки продовжували кататися в спідницях у підлогу і капелюхах. Людиною, яка змінила правила гри, стала норвежка Соня Хені, яка виступила на зимовій Олімпіаді 1936 року в короткій сукні. Фігуристки усього світу отримали право насолоджуватись більш елегантними і легкими нарядами з сатину в поєднанні з нейлоновими панчохами. Завдяки їй також увійшли в моду білі ковзани.
Дефіцит тканин в роки Другої світової війни призупинив різноманіття фасонів та кольорів, костюми нерідко шили своїми руками з підручних засобів. У 1950-ті роки в моду увійшли світлі сукні та спідниці, які дуже ефектно виглядали в стрибку. Негласною вимогою для чоловіків стали чорні або темно-сині довгі брюки і светр, але фігуристи мали можливість виділитися з допомогою аксесуарів: ременів, шарфів та головних уборів. Однак на деякі ковзанки як і раніше не пускали без пальто.
До 60-х років спортивні елементи стають все складнішими для виконання, що вимагає ще більшої легкості свободи рухів. На допомогу приходять синтетичні тканини (з них для фігуристів починають виготовляти еластичні смокінги), спандекс і шифон, замість кісточок і бахроми з'являються більш практичні кристали і ламе — вишивка з металізованих ниток. З цього моменту в фігурному катанні міцно оселилася мода на бунтарські кольори.
Жінки як і раніше виступали в трико з довгим рукавом і прикритими плечима за повної відсутності декольте. Апофеозом цього застою став п'єдестал Олімпійських ігор в Греноблі у 1968 році. Фісташкова сукня чемпіонки з США Пеггі Флемінг пошила її мама, а блакитна сукня срібної призерки Габріеле Зейферт, яка представляла НДР, відрізнялася лише плісированою спідницею та іншим кольором блискіток на комірі. Більше відвертості в нарядах фігуристок з'явилося лише після сексуального перевороту 60-х років. Та ж Зейферт дозволила собі виступати без ліфчика, тож її соски було видно публіці.

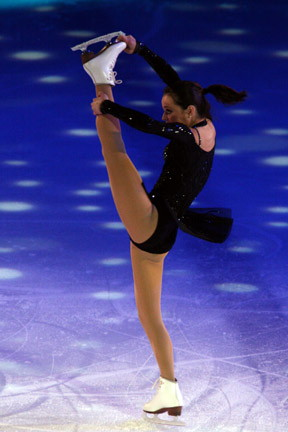
Фігуристка у сучасному костюмі

По-справжньому вигляд фігуристів змінився лише у 70-ті роки — десятиліття яскравих фарб, відсутність будь-яких правил, рамок, а разом з ними і гарного смаку. Чоловіки все ще виглядали скромно, тоді як жінки почали обирати легкі матеріали і всілякий декор. В парах чоловіки теж виглядали консервативно, а жінки почали активно експериментувати. Починаючи з середини 1970-х років костюми фігуристів в парному катанні представляли собою єдиний ансамбль, а їх дизайн підбирався виходячи з музики та програми.
У 1980-ті роки хвиля експериментів накрила фігурне катання по всьому світу. Жіночі сукні ставали все більш прозорими, повітряними і ледве прикривали тіло. Чоловіки починають змагатися в тому, у кого на костюмі більше блискіток, чиї кольори яскравіші, а фасони безумніші. У 1988 році, після скандального наряду Катаріни Вітт, яка виступила на Олімпійських іграх в Калгарі в боді, з'явилися офіційні обмеження в дрес-коді для фігуристів. «Правила Катаріни» забороняли оголювати стегна, сідниці і зону між грудьми та животом, але прикрас заборони не торкнулися. Чоловікам заборонялося носити лосини, а також виступати в костюмах без рукавів. Також були прописані штрафи в один бал за кожну відвалену деталь костюму і штрафи за невідповідність костюмів і музики один одному.
Згодом були прописані і правила використання спонсорських логотипів, які активно почали з'являтися на формі у 90-ті роки. На костюмах, в яких фігуристи виступають на льоду, не може бути жодного логотипу. У 1994 році олімпійська чемпіонка Чень Лу пішла проти прийнятого регламенту і виступила в костюмі з коротким рукавом.
Початок третього тисячоліття ознаменувався зняттям заборони на спортивні комбінезони та скасуванням «Правил Катаріни». У 2010 році Міжнародний союз ковзанярів встановив новий регламент щодо костюмів для виступів, зазначивши, що вони не повинні бути театральними, але мають відображати характер обраної музики. Починаючи з 2014 року фігуристи почали виступати в напівпрозорих костюмах зі стразами.

### Плавальний костюм
У 1896 році в Афінах угорський плавець Альфред Хайош виграв першу в історії золоту олімпійську медаль з плавання. Він був одягнений в закритий купальний костюм, який складався з майки та шортів. Таке вбрання довгий час вважалося найоптимальнішим для плавання.

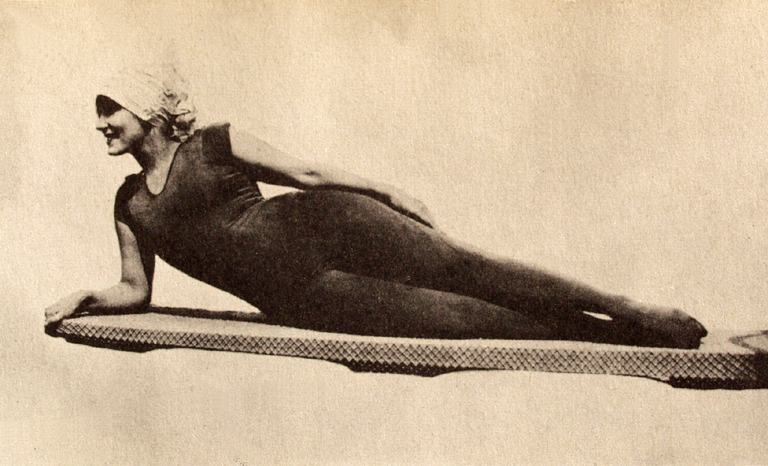
Аннет Келлерман в плавальному костюмі

У 1907 році австралійську плавчиню Аннет Келлерман заарештували на американському пляжі за надто сміливий наряд, який оголював руки і ноги. Це був чоловічий комбінезон-трико зі щільної чорної бавовни, який призначався для водного водевілю «Пірнаюча Венера». Згодом такі костюми були прийняті громадськістю. Просте купання перетворилося на спорт, і команди плавчинь вперше надягли відносно облягаючі та відкриті купальники. Це сталося на Олімпійських іграх 1912 року у Стокгольмі, коли жінок нарешті допустили до змагань.
Розвиток масового спорту, захоплення плаванням і стрибками у воду сприяли розвитку та вдосконаленню купальника. У 1932 році були представлені костюми, які краще облягали тіло і звільняли руки для махових рухів. Це були ті ж купальні костюми, які сильно нагадують нинішні дитячі з верхньою частиною «маєчкою». У 1948 році плавці почали виступати в шортах і регулярно виголювати тіло.
Кардинальний переворот стався на Іграх-1956 в Мельбурні, коли спортсмени австралійської збірної на чолі з легендарним Джоном Девіттом надягли нейлонові плавки Y-подібної форми, розроблені фахівцями компанії Speedo. Однак справжня революція відбулася у 1959 році і пов'язана з ім'ям американського хіміка Джозефа Шиверса, співробітника французької фірми DuPont, який винайшов високоеластичне синтетичне волокно — лайкру. Завдяки своїй надзвичайно гладкій поверхні новий матеріал міг забезпечити набагато менший опір зовнішньому середовищу. З цього моменту плавців почали одягати в обтягуючі лайкрові костюми.
У 1970-ті роки виробник одягу для плавання Speedo додав у свої моделі еластан. Синтетичні купальники облягали тіло, немов друга шкіра, і дозволяли зменшити опір воді. У 1973 році завдяки цьому винаходу жіноча збірна Східної Німеччини встановила сім світових рекордів на Чемпіонаті світу з водних видів спорту.

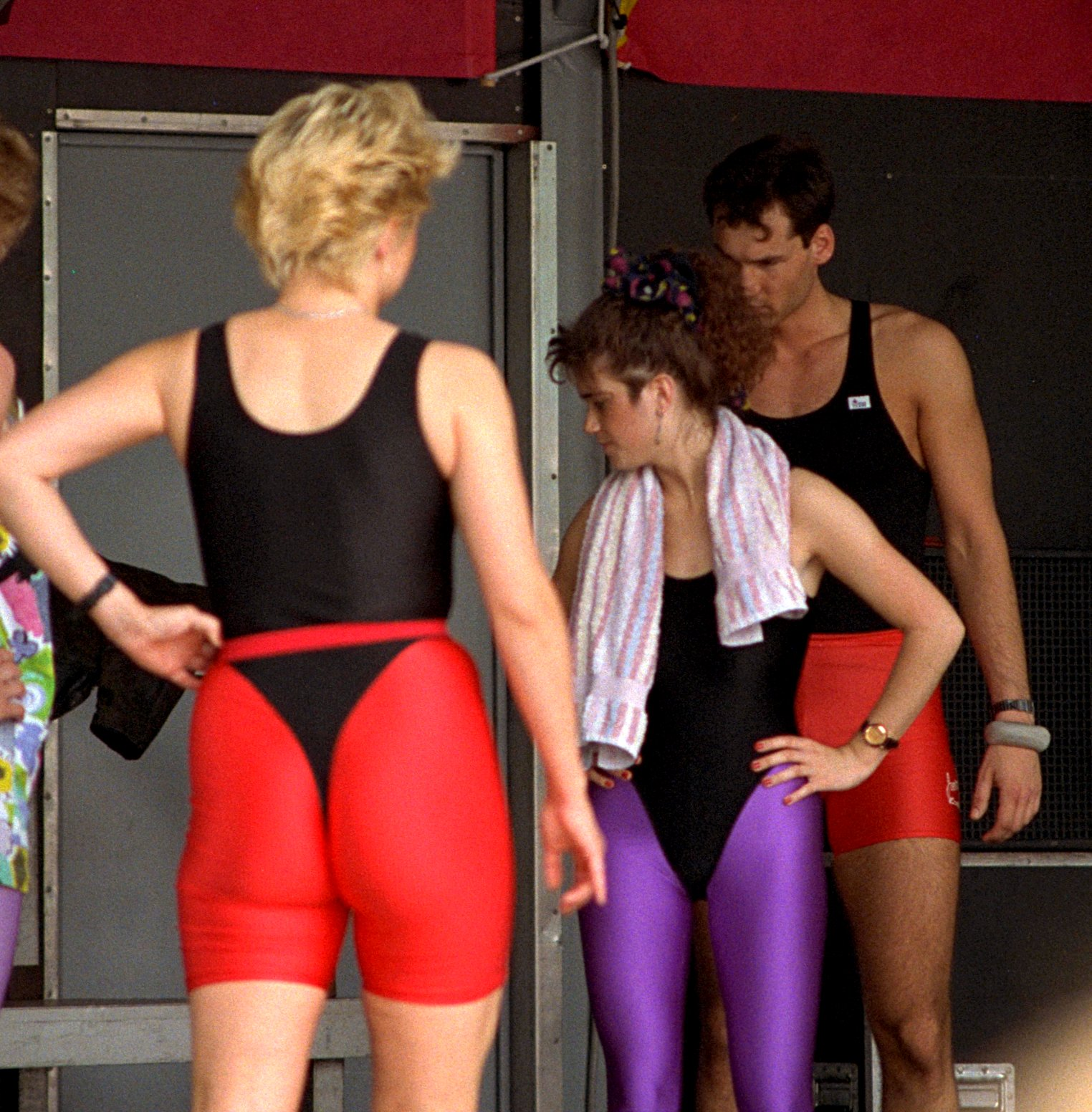
Костюм для занять аеробікою

Наприкінці 70-х років американська акторка і модель Джейн Фонда почала активно популяризувати за допомогою телепередач «аеробіку», або «ритмічну гімнастику». У 1982 році вона випустила першу відеокасету з програмою вправ, і цим захопився весь світ. Модниці вдягали яскраві лосини, неонові спортивні купальники та гетри, і запально повторювали невигадливі вправи.
У 1980 році компанія Arena представила перший в світі спортивний купальник з тонкими лямками, завдяки яким значна площа поверхні плечей та спини плавців залишалася відкритою. Жіночі та чоловічі костюми також були мінімалістичними, як у героїв серіалу «Рятувальники Малібу», прем'єра якого відбулася у вересні 1989 року. Наприкінці XX ст. в моду увійшли цільні купальники з дуже високими вирізами, які повністю відкривали стегна.

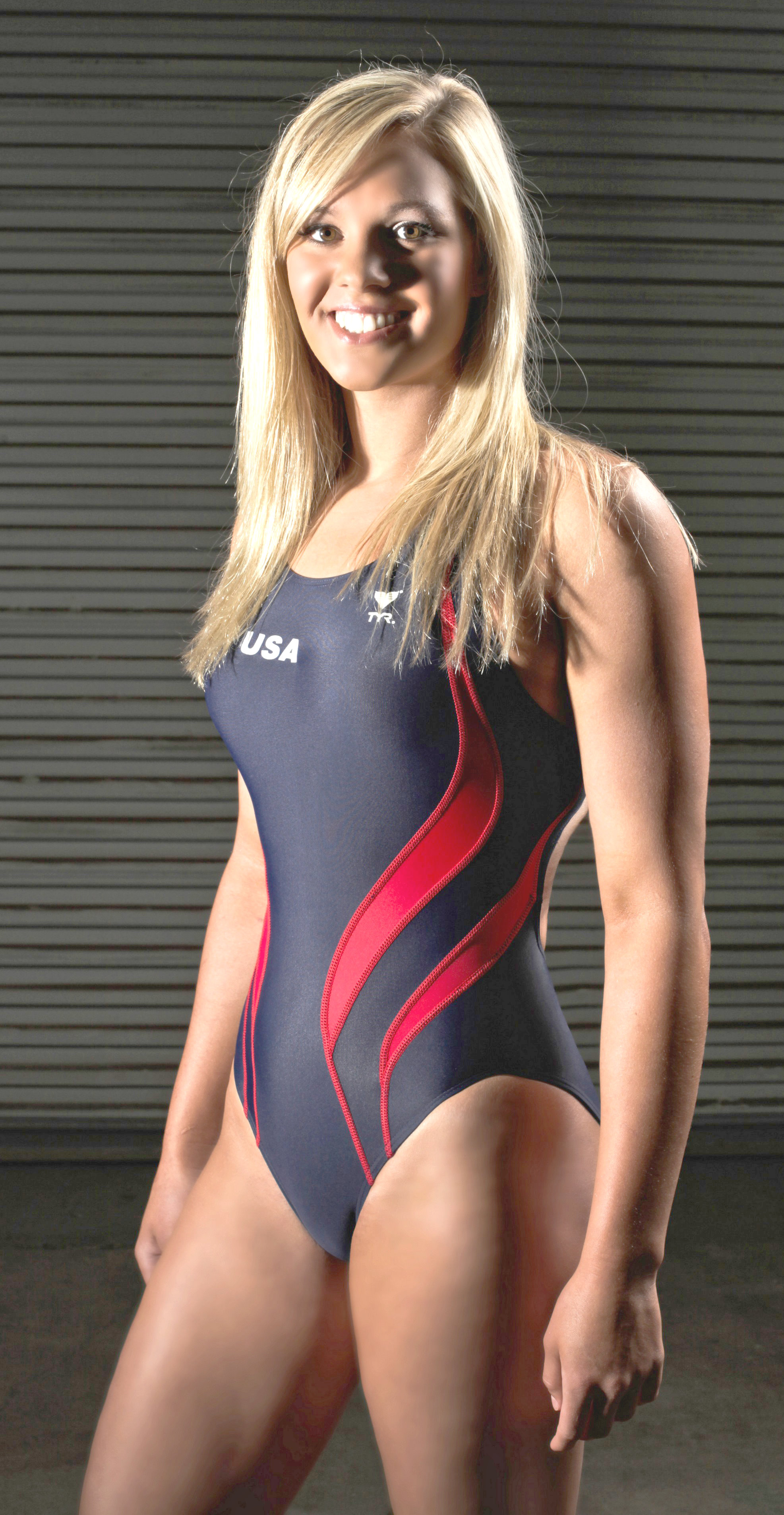
Плавчиня в купальнику

З середини 1990-х років почали з'являтися високотехнологічні плавальні костюми. Спочатку вони закривали у плавців-чоловіків нижню половину тіла, а потім і майже повністю все тіло. Спеціальні вставки із синтетичного матеріалу зменшували опір воді у порівнянні з людською шкірою. Ці костюми били рекорди на Олімпіаді в Пекіні, в такому виходив найтитулованіший плавець в історії Майкл Фелпс.
Поліуретановий костюм забезпечував кращу плавучість, давав додаткову надбавку. У середовищі фахівців з плавання почали виникати дискусії, пов'язані з тим, що спортсмени отримують свого роду технологічний допінг, і їх результати зростають не через тренування і природні дані, а через костюми. В ході чемпіонату світу 2009 року відбувся конгрес FINA, на якому було ухвалено рішення, що з 2010 року дозволені костюми лише з текстильних матеріалів. Чоловіки знову почали плавати в подовжених шортах, жінки в костюмах з відкритими руками і довгою нижньою частиною.
Всі плавальні костюми для участі в змаганнях повинні бути сертифіковані міжнародною організацією FINA і мати відповідний логотип зі штрих-кодом. З 2010 року жінки-плавчині можуть виступати на змаганнях в комбінезонах-купальниках по коліно. Такий костюм має позитивний вплив на швидкість, здійснює компресію м'язів, зменшує опір води і дозволяє прийняти більш високе положення тіла на поверхні води.
Також існують моделі спортивних бікіні, скроєні так, що верх купальника максимально щільно облягає груди, а тасьми-бретелі замінені однією щільною з'єднувальною смугою на спині. Трусики таких купальників також створюються за аналогією зі спортивними плавками. Купальник такого типу складається зі спортивного ліфу і трусиків-шортиків або звичайних плавок з підсиленою резинкою. У деяких моделях ліф може бути виконаний у формі майки. Однак професійні плавчині не носять бікіні, віддаючи перевагу закритим купальникам із поліаміду.

## Конструкція і фасони
Цільні купальники зазвичай максимально закриті спереду і різняться лише оформленням спини. Виріз або його відсутність на спині відповідає за посадку купальника і свободу рухів. В конструкції спортивного купальника відсутні прикраси у вигляді рюшів, бантів та іншого декоративного оздоблення, а всі елементи несуть функціональне навантаження.
Відкрита спина. Купальник з відкритою спиною, як правило, має тонкі регульовані бретельки. Такий купальник добре підійде для струнких жінок з маленькими грудьми. Пишногруді дами зазвичай носять спортивний купальник на тонких лямках або купальник зі вшитою підтримкою грудей (вона нагадує топ на резинці). Деякі моделі купальників такого типу мають в доповненні до двох вертикальних бретельок поперечну бретельку зі спини: такий купальник краще підтримує груди.
Купальник з широкими лямками, перехрещеними на спині, або зшитими у вигляді майки-борцівки. Така модель додає впевненості та розкутості і дозволяє активно тренуватися. Спортивний купальник такої конструкції щільно облягає тіло, одночасно дозволяючи виглядати дуже жіночно, підкреслити стрункість фігури. Центральний виворітний шов дає гарантовано хорошу посадку купальника на тілі і дозволяє вільно переміщуватись. Завдяки широким бретелькам, купальник не натирає шкіру і не врізається в неї. Перетнуті або зшиті на спині бретельки забезпечують повну свободу рухів плечима та в області лопаток. Купальник такого типу добре підтримує груди, в той час як більш відкрита спина дає додаткову свободу рухів.
Закрита спина. Спортивні купальники із закритою горловиною, на блискавці та з вирізом краплею не лише володіють утягуючим ефектом і чудово забезпечують підтримку грудей, але й максимально закривають тіло. Підтримка бюсту здійснюється завдяки еластичній та щільній тканині, з якої він зшитий, а також завдяки конструктивним особливостям (виріз спини, ширина бретельок). В деяких моделях передбачена додаткова внутрішня підкладка ліфу з виворітного боку купальника або наявність в підкладці формованих чашечок. Цю ж функцію виконує і пояс з резинкою під грудьми.
Роздільний спортивний купальник, також як і цільний, може бути виготовлений зі стягуючої тканини, та зі стійкої до хлору тканини. Такий купальник ідеально підходить для активного відпочинку і нерегулярних занять в басейні. Також існують вечірні купальники (комбідрес), прикрашені вишуканим декором, мереживами і стразами, які виготовляються з дорогих тканин і підкреслюють індивідуальність та красу кожної жінки.